# Henryk Giżycki
Henryk Giżycki (ur. 1 lutego 1940 w Jankowcach, zm. 7 czerwca 1998 w Krakowie) – polski aktor i reżyser teatralny. W latach 1975–1979 dyrektor Teatru im. Stefana Żeromskiego w Kielcach, w latach 1979–1989 dyrektor Teatru Ludowego w Krakowie.

## Życiorys
W 1964 roku ukończył krakowską Państwową Wyższą Szkołę Teatralną. Grał na deskach teatrów:
- 1964–1965 – Teatr Polski w Bielsku-Białej
- 1965–1967 – Teatr im. S. Żeromskiego w Kielcach
- 1967–1970 – Szczecińskie Teatry Dramatyczne
- 1970–1974 – Stary Teatr w Krakowie
- 1974–1988 – Teatr Ludowy w Krakowie.

W latach 1969–1970 był kierownikiem artystycznym w Teatrze 13 Muz w Szczecinie. Od 1973 do 1976 był kierownikiem artystycznym teatru eref-66. W latach 1975–1979 był dyrektorem naczelnym i artystycznym Teatru im. S. Żeromskiego w Kielcach, a następnie był dyrektorem Teatru Ludowego w Krakowie (1979–1989).
W latach 90. powołał własną firmę teatralną Tespis, w której zrealizował kilka spektakli.
Zagrał także kilka ról filmowych.

## Filmografia
- 1997 – Sława i chwała
- 1984 – Pobojowisko jako doktor Ochman
- 1980 – Polonia Restituta jako Stanisław Wiza
- 1977 – Gdzie woda czysta i trawa zielona jako inżynier Dekarz
- 1975 – Jarosław Dąbrowski jako Gilert
- 1974 – Orzeł i reszka jako płk Arthur Kenneth, szef komórki wywiadu amerykańskiego w Berlinie Zachodnim
- 1973 – Hubal jako ppor. Modest Iljin „Klin”, członek oddziału „Hubala”

## Nagrody
- 1983 – Nagroda Ministra Kultury i Sztuki II stopnia za osiągnięcia w twórczości reżyserskiej i kierowaniu teatrem.